# بيير بيكارد
كان بيير لو بيكارد (1624 – 1690؟) قرصانًا فرنسيًا من القرن السابع عشر. كان ضابطا لـفرانسوا لولونييه وكذلك السير هنري مورغان، وعلى الأخص شارك في غاراته في ماراكايبو وبنما، وربما كان من أوائل القراصنة الذين قاموا بمداهمة الشحن على سواحل البحر الكاريبي والمحيط الهادئ.

## سيرة شخصية
تمت الإشارة إلى بيير لو بيكار لأول مرة على أنه ضابط مع فرانسوا لو لولونييه في بعثته الاستكشافية من تورتوجا. تُرك مع الأسطول، وقاد عميدًا مكونًا من 40 رجلاً وكان حاضرًا في الغارات اللاحقة ضد ماراكايبو وجبل طارق في عام 1666 وبويرتو كابيلو وسان بيدرو في عام 1667. ثم توقف الأسطول لإعادة تجميع صفوفه في وقت ما بعد هذه النقطة، واستولى على سفينة إسبانية قبالة ساحل يوكاتان، قبل أن يستدعي لولونييه مجلس ضباطه. على الرغم من اقتراحه الإبحار إلى غواتيمالا، فقد عارض هو ومويز فوكلين خطة لولونييه، ويُزعم أنهما شجعا بقية الضباط على ترك قائدهم. تم حل الأسطول بعد هذا الاجتماع، حيث غادر بيكار وفوكلين معًا للإغارة على ساحل كوستاريكا. نجح الاثنان في احتلال ونهب فيراغواس في نفس العام، لكنهما افترقا بعد الفشل في الاستيلاء على بلدة ناتا القريبة. تم تضمين هذا الهجوم في فيلم The Buccaneers of America للكاتب ألكسندر إسكيملينج بعد سنوات.
في عام 1669، عاد إلى ماراكايبو مرة أخرى كدليل لبعثة السير هنري مورغان، وبعد ذلك بعامين، انضم إليه في بنما لقيادة سان بيير المكون من 10 مدافع. على الرغم من أن أنشطته غير معروفة خلال السنوات القليلة المقبلة، إلا أن مصدرًا واحدًا منشورًا على الأقل أبلغ عن وفاته في عام 1679، ذكره القائم بأعمال حاكم جامايكا السير هنري مورغان على أنه نشط ضد الشحن الإنجليزي والإسباني بالقرب من بورت رويال في عام 1682.
ربما كان أيضًا الكابتن لو بيكار الذي أبحر في أوائل عام 1685 مع بعثة القراصنة الفرنسية بما في ذلك فرانسوا جرونييت وماثورين ديسماريست  وجورج ديو  وكابتن تاونلي الذي عبر برزخ بنما لمداهمة غير محمية المستوطنات الإسبانية في البحار الجنوبية. انضموا لاحقًا إلى القراصنة الإنجليز إدوارد ديفيس وتشارلز سوان وبيتر هاريس، على الرغم من أن بيكارد لم يتفق على ما يبدو مع شركائهم الإنجليز. عاد إلى منطقة البحر الكاريبي بعد الغارة على غواياكيل في مايو 1687، وبينما كان في طريقه إلى هيسبانيولا، نهب مدينة سيغوفيا قبل أن يتقاعد في النهاية إلى أكادي في جنوب شرق كندا. خلال حرب الملك ويليام، ربما يكون قد قاد أيضًا سربًا صغيرًا خلال حرب الملك ويليام وهاجم المستعمرة الإنجليزية في رود آيلاند في عام 1690 على الرغم من أنه أُجبر على الانسحاب بسبب الخسائر الفادحة. 